# DemTect
DemTect (Demenz-Detektion) ist ein Testverfahren auf Demenz-Erkrankungen. Der Test wurde im Jahr 2000 von Pasquale Calabrese (Universitätsklinik Bochum), Josef Kessler (AG: Neuropsychologie, Uniklinik Köln) und Elke Kalbe (Medizinische Psychologie, Neuropsychologie und Gender Studies, Uniklinik Köln) entwickelt.

## Durchführung und Auswertung
Der DemTect wird in Form einer mündlichen und schriftlichen Befragung durchgeführt und die Leistungen des Patienten werden vom Untersucher auf einem Testbogen protokolliert. Er enthält fünf Aufgaben zu den Funktionen verbales Gedächtnis, Wortflüssigkeit, intellektuelle Flexibilität und Aufmerksamkeit. Die Durchführung geht sehr schnell (8–10 Minuten). Inhalt:
- Wortliste hören und wiederholen
- Zahlen und Zahlwörter umwandeln
- Supermarktaufgabe (30 Waren aufzählen, die in einem Supermarkt erhältlich sind)
- Zahlenfolgen rückwärts wiederholen
- Wortliste nochmals wiederholen[1]

Die Rohwerte des Tests werden in Testwerte umkodiert (für unter und über 60-Jährige getrennt) und dann aufsummiert, so dass die endgültig resultierenden Testwerte unabhängig vom Alter vergleichbar sind. Die Skala reicht von 0 bis 18 Punkten: Werte ab 13 Punkten sprechen für eine angemessene kognitive Leistung, zwischen 9 und 12 Punkten ist von einer milden kognitiven Beeinträchtigung und bei Werten unter oder gleich 8 von einer Demenz auszugehen. Die Testwerte sollen nicht nur unabhängig von der altersgemäßen Abnahme kognitiver Fähigkeiten, sondern auch unabhängig vom Bildungsgrad sein.

## Normierung und Forschung
Die Autoren des Tests berichten sehr gute Validität und hohe Beurteilerübereinstimmung für ihr Instrument. Normiert wurde der Test an insgesamt 363 Personen (145 Gesunden, 97 Patienten mit milden kognitiven Beeinträchtigungen, 121 mit Verdacht auf Alzheimer) und mit dem Mini-Mental-Status-Test (MMST) verglichen.
Zum Test liegen eine Vielzahl von wissenschaftlichen Untersuchungen vor, die ihm durchweg gute testpsychologische Werte belegen. Kohn, Kalbe, Georg und Kessler konnten zum Beispiel 2007 erneut die hohe Sensitivität (97 Prozent) und Spezifität (93 Prozent) des DemTect nachweisen. Dabei fanden sie auch, dass der DemTect im Bereich des jeweiligen Cut-Off-Wertes sogar dem beliebten MMST überlegen ist. Optimistisch schlussfolgern sie: „Gerade im Bereich beginnender und nur wenig fortgeschrittener kognitiver Störungen ist der DemTect dem MMST weit überlegen.“ Da es sich beim DemTect um einen noch relativ „jungen“ Test handelt, liegen weniger Erfahrungen aus dem klinischen Alltag vor. Er fand jedoch schnell eine breite Akzeptanz und sogar bereits Eingang in psychiatrische Lehrbücher.

## Bewertung
Insgesamt ist der DemTect ein guter Test zur Früherkennung einer Demenz, wobei er mehr Betroffene korrekt erkennt als der weiter verbreitete MMST. Der DemTect ist ökonomisch durchzuführen und liegt sowohl in einer deutschen als auch in einer englischen Fassung vor.
Einige Einschränkungen müssen jedoch bedacht werden: Anders als der MMST können die visuell-konstruktiven Fähigkeiten anhand des DemTect nicht überprüft werden. Diese können zum Beispiel durch Hinzunahme des Uhren-Zeichen-Tests überprüft werden. Auch muss bei der Interpretation der Testwerte das prämorbide intellektuelle Niveau berücksichtigt werden. Darüber hinaus liegen bisher noch keine Untersuchungen darüber vor, wie die Ergebnisse des DemTect bei Pseudodemenzen (Minderung der kognitiven Fähigkeiten zum Beispiel durch Altersdepression) aussehen.
Wichtigste Einschränkung: Der DemTect ist ein Screening-Verfahren. Die Sicherung der Demenz-Diagnose durch ausführlichere testpsychologische Untersuchung und die differentialdiagnostische Einordnung der Demenz durch strukturelle Bildgebung (CT, MRT, PET) und Labordiagnostik (Blutbild, Vitamin B12-Spiegel, Blutzucker, Leberwerte, Nierenwerte, Elektrolyte, Schilddrüsenhormone, CRP) ist unumgänglich.